# Gazimurskij Zavod
Gazimurskij Zavod (in russo Газимурский Завод?) è un villaggio della Russia, centro amministrativo del distretto Gazimuro-Zavodskij nel Territorio della Transbajkalia. 
Il villaggio si trova sulla riva destra del fiume Gazimur, 500 km a est-sud-est di Čita.